# Pierres Levées de Puyraveau
Die Pierres Levées de Puyraveau (deutsch „aufgerichtete Steine von Puyraveau“) sind eine Gruppe von zwei jungsteinzeitlichen Dolmen in der Gemeinde Saint-Léger-de-Montbrun im Département Deux-Sèvres in Frankreich.

## Beschreibung
Die Dolmen stehen auf einer flachen Ebene 74 Meter über dem Meeresspiegel. Sie sind von Süden nach Norden durchnummeriert und bestehen aus großen Kalksteinplatten und -blöcken.

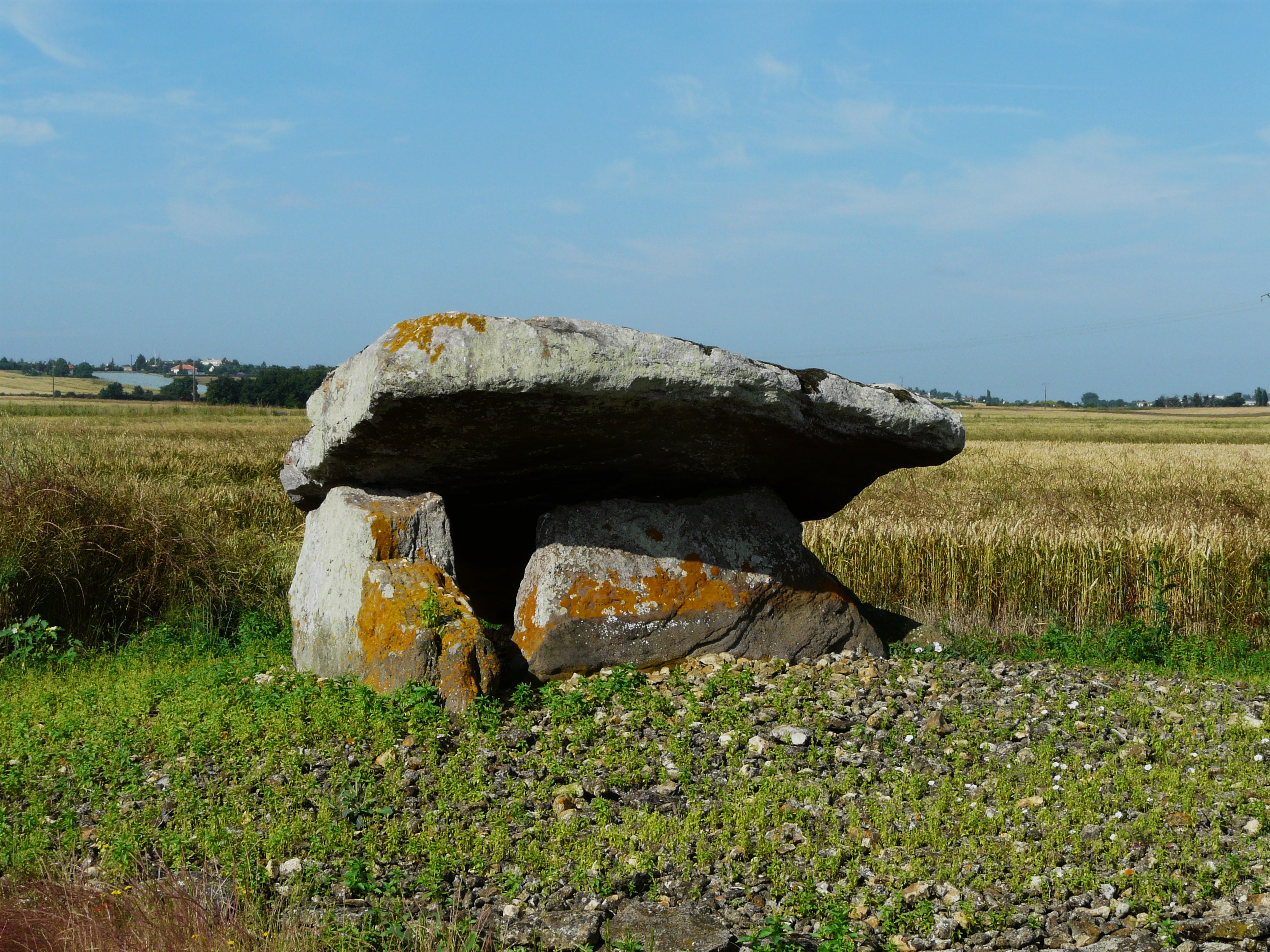
Dolmen Nr. 1

Dolmen Nr. 1 hat eine große Deckplatte in Trapezform. Sie ist vier Meter lang, 45 Zentimeter dick und nach hinten geneigt. Drei aufrechte Steine tragen die Platte. Unter ihr liegt eine Kammer, die zum Teil im Boden versenkt ist.
In Dolmen Nr. 2 fand man besonders viele gut erhaltene Gegenstände. Er gilt als einer der fundreichsten Dolmen in Westeuropa. Die Ausgrabungen brachten 86 Dolche und Klingen, 247 Pfeilspitzen und 14 polierte Steinäxte ans Licht. Auch Werkzeuge aus Knochen und Geweih, Schmuck, etwa 50 Tongefäße und menschliche Knochen wurden gefunden.

## Forschungsgeschichte
1964 gruben Schüler und andere Personen ohne Erlaubnis an der Megalithanlage und entwendeten dabei zahlreiche Artefakte. Wenig später gelang es allerdings Étienne Patte, Direktor der prähistorischen Altertümer von Poitou-Charentes, einen Teil der Funde zu bergen.
In den 1970er Jahren erstellte der Archäologe Georges Germond ein detailliertes Inventar der Funde aus Dolmen Nr. 2 und ergänzte es durch Objekte, die er in Privatsammlungen aufspürte.
Aufgrund der illegalen Grabungen und in Anerkennung der archäologischen Bedeutung wurden die Dolmen 1971 als historische Denkmäler unter Schutz gestellt.
Zwischen 2007 und 2009 führte der Archäologe Vincent Ard eine umfangreiche Untersuchung durch. Dabei gelang es ihm, fast alle Gegenstände, die aus Dolmen Nr. 2 geborgen und in zahlreichen Privatsammlungen verstreut worden waren, wieder zusammenzuführen. Diese Funde wurden 2009 in einer Sonderausstellung im Musée des Tumulus in Bougon der Öffentlichkeit präsentiert.